# Tarmon Gai'don
Tarmon Gai'don, ook wel de Laatste Oorlog genoemd is een fictief gevecht in Het Rad des Tijds van Robert Jordan.
In deze slag trekt de Herrezen Draak, Rhand Altor op tegen de Duistere Shai'tan. De Slag werd voorspeld in de Karathon Reeks, een reeks voorspellingen die na de dood van Lews Therin Telamon voorspelden dat de Draak zou herrijzen om de Duistere te bevechten nadat hij terug losbreekt uit zijn kerker in Shayol Ghul. De Herrezen Draak zal de wereld redden, maar hij zal hem ook terug breken (Breken van de Wereld).
De geboorte van de Herrezen Draak is dus een slecht voorteken, aangezien hij aankondigt dat Tarmon Gai'don nadert.